# Mùi (Địa chi)
Đối với các định nghĩa khác, xem Mùi.
Mùi (未) là một trong số 12 chi của Địa chi, thông thường được coi là địa chi thứ tám, đứng trước nó là Ngọ, đứng sau nó là Thân.
Tháng Mùi trong nông lịch là tháng sáu âm lịch. Về thời gian thì giờ Mùi tương ứng với khoảng thời gian từ 13:00 tới 15:00 trong 24 giờ mỗi ngày. Về phương hướng thì Mùi chỉ nam tây nam. Theo Ngũ hành thì Mùi tương ứng với Thổ, theo thuyết Âm-Dương thì Mùi là Âm.
Mùi mang ý nghĩa là mùi vị thêm phồn thịnh, chỉ trạng thái của quả cây đã có mùi vị đặc trưng tại các vĩ độ ôn đới thấp và nhiệt đới.
Để tiện ghi nhớ hoặc là do sự giao thoa văn hóa nên mỗi địa chi được ghép với một trong 12 con giáp. Tại Trung Quốc, bán đảo Triều Tiên (gồm cả Cộng hòa Dân chủ Nhân dân Triều Tiên và Hàn Quốc) và Nhật Bản thì Mùi tương ứng với cừu, còn tại Việt Nam thì nó tương ứng với dê.
Trong lịch Gregory, năm Mùi là năm mà chia cho 12 dư 11

## Các can chi Mùi
- Ất Mùi
- Đinh Mùi
- Kỷ Mùi
- Tân Mùi
- Quý Mùi